# 450年代
| 千纪： | 1千纪                                                                                  |
| 世纪： | 4世纪 \| 5世纪 \| 6世纪                                                                |
| 年代： | 420年代 \| 430年代 \| 440年代 \| 450年代 \| 460年代 \| 470年代 \| 480年代              |
| 年份： | 450年 \| 451年 \| 452年 \| 453年 \| 454年 \| 455年 \| 456年 \| 457年 \| 458年 \| 459年 |

## 大事记
- 450年，魏太武帝杀司徒崔浩，为國史狱。宋文帝劉義隆出兵北伐，命江夏王劉義恭為大元帥、寧朔將軍王玄謨為元帥，進圍滑台（河南滑縣）。宋軍大潰。北魏直抵長江北岸。
- 451年，北魏猛攻盱眙（江蘇盱眙）。
- 452年，北魏宦官宗愛，殺太武帝拓跋燾，立其子南安王拓跋余。尋又殺拓跋余。羽林郎中劉尼再殺宗愛，立皇太孫拓跋濬，是為魏文成帝。
- 453年，南宋皇太子劉劭杀文帝劉義隆。武陵王劉駿時任江州（江西九江）刺史，稱帝，是為孝武帝。起兵討劉劭，劉劭被斬。阿提拉可汗卒。
- 454年，南宋冠軍將軍臧質，立南郡王劉義宣為帝，據江陵，兵敗被殺。
- 458年，宋孝武帝劉駿誣斬中書令王僧達。
- 459年，宋竟陵王劉誕據廣陵（江蘇揚州）叛，被車騎大將軍沈慶之擊斬。